# Marco Pino

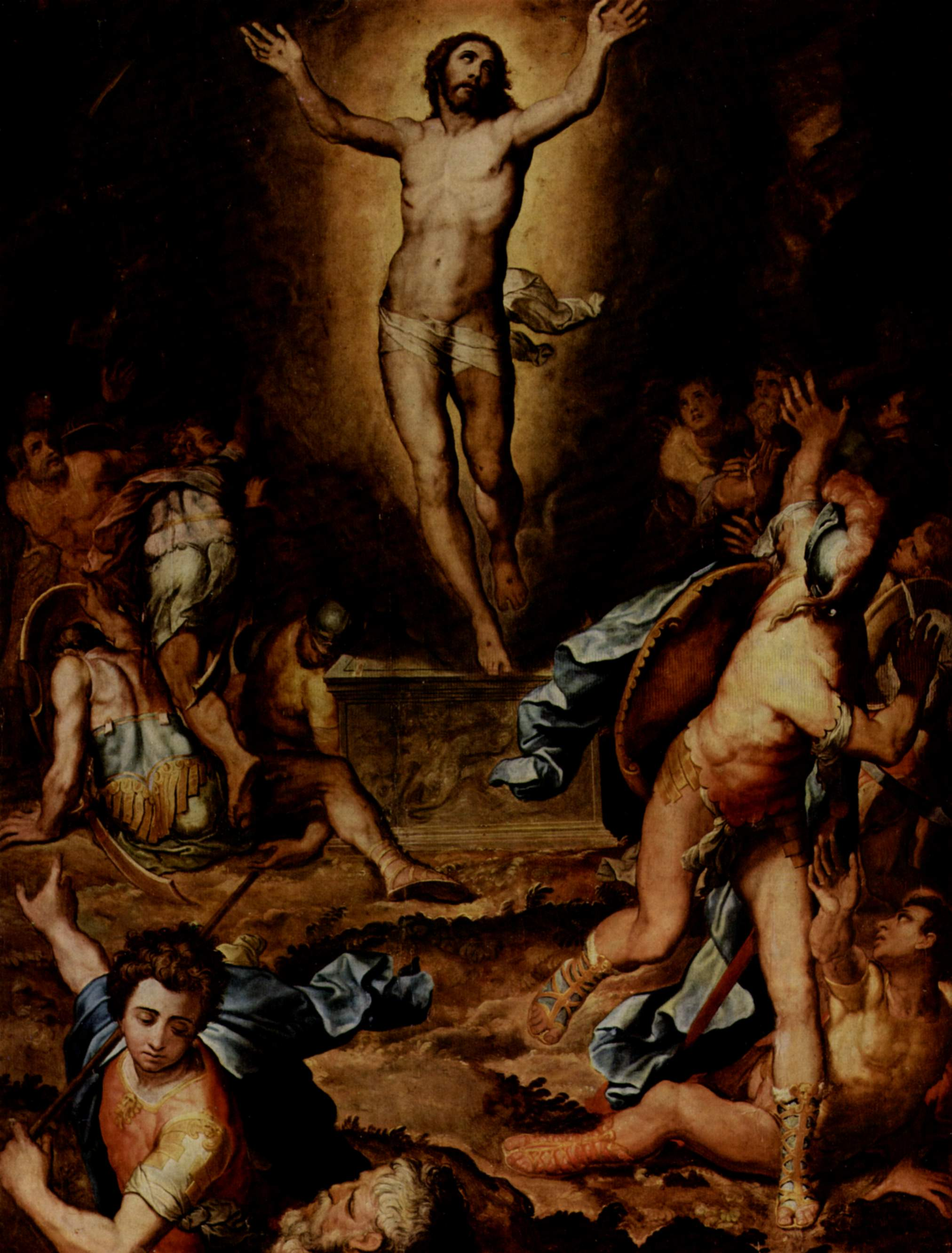
Marco Pino, Zmartwychwstanie, Galleria Borghese, Rzym.

Marco Pino, znany także jako Marco da Siena (ur. 1521, zm. 1583) – włoski malarz tworzący w okresie manieryzmu, działał głównie w Sienie i Neapolu.

## Życiorys
Urodził się w niewielkiej miejscowości Costa al Pino w pobliżu Sieny, od którego pochodzi jego nazwisko. Zapewne był uczniem Domenico Beccafumiego i Daniele da Volterry.
W 1546 roku udekorował ściany rzymskiego zamku Castel'Sant Angelo, namalowane przy współpracy z Perino del Vaga, uczniem Rafaela.
W 1557 roku przybył do Neapolu, gdzie zdobił tamtejsze kościoły, m.in. San Severino, San Domenico Maggiore, Sant Angelo Nilo i Gesu Vecchio, a także La Annunziata, w nieodległym mieście Aversa.